# Therion nigripes
Therion nigripes är en stekelart som beskrevs av Dreisbach 1947. Therion nigripes ingår i släktet Therion och familjen brokparasitsteklar. Inga underarter finns listade i Catalogue of Life.